# Uppror mot livet

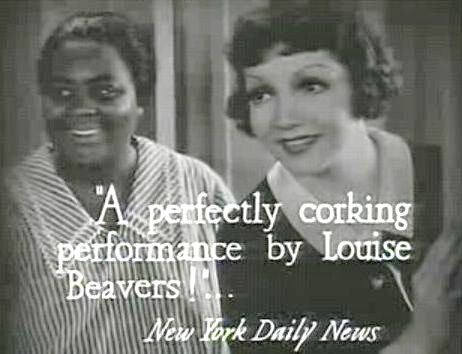
Uppror mot livet

 Uppror mot livet (engelska: Imitation of Life) är en amerikansk dramafilm från 1934 i regi av John M. Stahl. Filmen är baserad på Fannie Hursts roman Imitation of Life från 1933. I huvudrollerna ses Claudette Colbert, Warren William och Rochelle Hudson. 
År 2005 valdes filmen ut för att bevaras i National Film Registry av USA:s kongressbibliotek då den anses vara ”kulturellt, historiskt eller estetiskt betydelsefull”.

## Rollista i urval
- Claudette Colbert – Beatrice "Bea" Pullman
- Warren William – Stephen "Steve" Archer
- Rochelle Hudson – Jessie Pullman, 18 år
- Ned Sparks – Elmer Smith
- Louise Beavers – Delilah Johnson
- Fredi Washington – Peola Johnson, 19 år
- Dorothy Black – Peola Johnson, 9 år
- Juanita Quigley – Jessie Pullman, 3 år
- Marilyn Knowlden – Jessie Pullman, 8 år
- Alan Hale – Martin
- Henry Armetta – målaren
- Wyndham Standing – Jarvis, Beatrice butler